# Lijst van Belgische ministers van Cultuur en Wetenschappen
Dit is een lijst van ministers en staatssecretarissen van Cultuur en Wetenschapsbeleid in de Belgische federale regering.
Het cultuurbeleid was oorspronkelijk een federale bevoegdheid, maar is vanaf 1979 volledig geregionaliseerd.

## Lijst

### Kunsten en Wetenschappen
| Nr.   | Minister | Minister                           | Partij | Partij            | Begin             | Einde             | Regering(en)                   | Bevoegdheid              |
| ----- | -------- | ---------------------------------- | ------ | ----------------- | ----------------- | ----------------- | ------------------------------ | ------------------------ |
| 1     |          | Édouard Descamps (1847-1933)       |        | Katholieke Partij | 2 mei 1907        | 5 augustus 1910   | De Trooz, Schollaert           | Wetenschappen en Kunsten |
| 2     |          | Frans Schollaert (1851-1917)       |        | Katholieke Partij | 5 augustus 1910   | 17 juni 1911      | Schollaert                     | Wetenschappen en Kunsten |
| 3     |          | Prosper Poullet (1868-1937)        |        | Katholieke Partij | 17 juni 1911      | 21 november 1918  | De Broqueville I, II, Cooreman | Wetenschappen en Kunsten |
| 4     |          | Alphonse Harmignie (1851-1931)     |        | Katholieke Partij | 21 november 1918  | 21 september 1919 | Delacroix I                    | Wetenschappen en Kunsten |
| [ 1 ] |          | Charles de Broqueville (1860-1940) |        | Katholieke Partij | 21 september 1919 | 18 november 1919  | Delacroix I                    | Wetenschappen en Kunsten |
| [ 1 ] |          | Léon Delacroix (1867-1929)         |        | Katholieke Partij | 18 november 1919  | 2 december 1919   | Delacroix I                    | Wetenschappen en Kunsten |
| 5     |          | Jules Destrée (1863-1936)          |        | BWP               | 2 december 1919   | 24 oktober 1921   | Delacroix II, Carton de Wiart  | Wetenschappen en Kunsten |
| [ 1 ] |          | Xavier Neujean (1865-1940)         |        | Liberale Partij   | 24 oktober 1921   | 16 december 1921  | Carton de Wiart                | Wetenschappen en Kunsten |
| 6     |          | Eugène Hubert (1853-1931)          |        | Liberale Partij   | 16 december 1921  | 16 oktober 1922   | Theunis I                      | Wetenschappen en Kunsten |
| 7     |          | Léon Leclère (1866-1944)           |        | extraparlementair | 16 oktober 1922   | 8 november 1922   | Theunis I                      | Wetenschappen en Kunsten |
| 8     |          | Pierre Nolf (1873-1953)            |        | Liberale Partij   | 8 november 1922   | 13 mei 1925       | Theunis I, II, III             | Wetenschappen en Kunsten |
| [ 1 ] |          | Léon Théodor (1853-1934)           |        | Katholieke Partij | 13 mei 1925       | 17 juni 1925      | Van de Vyvere                  | Wetenschappen en Kunsten |
| 9     |          | Camille Huysmans (1871-1968)       |        | BWP               | 17 juni 1925      | 22 november 1927  | Poullet, Jaspar I              | Wetenschappen en Kunsten |
| 10    |          | Maurice Vauthier (1860-1931)       |        | Liberale Partij   | 22 november 1927  | 18 mei 1931       | Jaspar II, III                 | Wetenschappen en Kunsten |
| 11    |          | Robert Petitjean (1887-1951)       |        | Liberale Partij   | 18 mei 1931       | 22 oktober 1932   | Jaspar III, Renkin I, II       | Wetenschappen en Kunsten |
| 12    |          | Maurice August Lippens (1875-1956) |        | Liberale Partij   | 22 oktober 1932   | 17 december 1932  | De Broqueville III             | Wetenschappen en Kunsten |

## Cultuur
| Nr. | Minister | Minister                             | Partij | Partij    | Begin            | Einde            | Regering(en)                                   | Bevoegdheid |
| --- | -------- | ------------------------------------ | ------ | --------- | ---------------- | ---------------- | ---------------------------------------------- | --- |
| 1   |          | Pierre Harmel (1911-2009)            |        | PSC       | 6 november 1958  | 3 september 1960 | G. Eyskens III                                 | Minister van Culturele Aangelegenheden |
| 2   |          | Renaat Van Elslande (1916-2000)      |        | CVP       | 3 september 1960 | 28 juli 1965     | G. Eyskens III en Lefèvre                      | Minister-Onderstaatssecretaris voor Culturele Zaken (tot 25 april 1961) Adjunct-minister voor Cultuur (van 25 april 1961 tot 12 juli 1962) Minister van Cultuur (vanaf 12 juli 1962) |
| 3   |          | Victor Larock (1904-1977)            |        | PSB       | 25 april 1961    | 31 juli 1963     | Lefèvre                                        | Minister van Cultuur |
| 4   |          | Henri Janne (1908-1991)              |        | PSB       | 31 juli 1963     | 28 juli 1965     | Lefèvre                                        | Minister van Cultuur |
| 5   |          | Albert De Clerck (1914-1974)         |        | CVP       | 28 juli 1965     | 19 maart 1966    | Harmel                                         | Minister-Staatssecretaris voor de Nederlandse Cultuur |
| 6   |          | Paul de Stexhe (1913-1999)           |        | PSC       | 28 juli 1965     | 19 maart 1966    | Harmel                                         | Minister-Staatssecretaris voor de Franse Cultuur |
| (2) |          | Renaat Van Elslande (1916-2000)      |        | CVP       | 19 maart 1966    | 17 juni 1968     | Vanden Boeynants I                             | Minister van Nederlandse Cultuur |
| 7   |          | Pierre Wigny (1905-1986)             |        | PSC       | 19 maart 1966    | 17 juni 1968     | Vanden Boeynants I                             | Minister van Franse Cultuur |
| 8   |          | Frans Van Mechelen (1923-2000)       |        | CVP       | 17 juni 1968     | 26 januari 1973  | G. Eyskens IV en V                             | Minister van Nederlandse Cultuur |
| 9   |          | Albert Parisis (1910-1992)           |        | PSC       | 17 juni 1968     | 21 januari 1972  | G. Eyskens IV                                  | Minister van Franse Cultuur |
| 10  |          | Charles Hanin (1914-2012)            |        | PSC       | 21 januari 1972  | 26 januari 1973  | G. Eyskens V                                   | Minister van Franse Cultuur |
| 11  |          | Jos Chabert (1933-2014)              |        | CVP       | 26 januari 1973  | 25 april 1974    | Leburton                                       | Minister van Nederlandse Cultuur |
| 12  |          | Pierre Falize (1927-1980)            |        | PSB       | 26 januari 1973  | 25 april 1974    | Leburton                                       | Minister van Franse Cultuur |
| 13  |          | Rika De Backer-Van Ocken (1923-2002) |        | CVP       | 25 april 1974    | 3 april 1979     | Tindemans I, II, III en IV en Van Boeynants II | Minister van Nederlandse Cultuur |
| 14  |          | Jean-Pierre Grafé (1932-2019)        |        | PSC       | 25 april 1974    | 4 oktober 1974   | Tindemans I en II                              | Minister van Franse Cultuur |
| 15  |          | Henri-François Van Aal (1933-2001)   |        | PSC       | 4 oktober 1974   | 3 juni 1977      | Tindemans II en III                            | Minister van Franse Cultuur |
| 16  |          | Jean-Maurice Dehousse (1936-2023)    |        | PSB       | 3 juni 1977      | 3 april 1979     | Tindemans IV en Van Boeynants II               | Minister van Franse Cultuur |
| 17  |          | Vic Anciaux (1931-2023)              |        | Volksunie | 3 juni 1977      | 3 april 1979     | Tindemans IV en Van Boeynants II               | Staatssecretaris voor Nederlandse Cultuur |
| 18  |          | François Persoons (1925-1981)        |        | FDF       | 3 juni 1977      | 3 april 1979     | Tindemans IV en Van Boeynants II               | Minister van Franse Cultuur |